# Adesmia suffocata
Adesmia suffocata är en ärtväxtart som beskrevs av Joseph Dalton Hooker. Adesmia suffocata ingår i släktet Adesmia och familjen ärtväxter. Inga underarter finns listade i Catalogue of Life.